# Panna Udvardy
Panna Udvardy (n. 28 septembrie 1998, Kaposvár, județul Somogy, Ungaria) este o jucătoare de tenis maghiară.

## Carieră
Udvardy și-a făcut debutul pe tabloul principal al circuitului WTA la Openul Doamnelor din Ungaria 2017, în turneul de dublu, în compania Annei Blinkova.
A ajuns în prima sa finală în circuitul WTA Challenger la Montevideo Open 2021, pierzând în fața Dianei Parry în două seturi. Ea a debutat în top 100 pe locul 96 mondial, la 29 noiembrie 2021.
Ea a ajuns în a treia sa finală la dublu la Hobart International 2023, alături de Viktorija Golubic.

## Rezultate WTA

### Dublu: 3 (3 vicecampioane)
| Legendă       |
| ------------- |
| Grand Slam    |
| WTA 1000      |
| WTA 500       |
| WTA 250 (0–1) |

| Finale pe suprafețe  |
| -------------------- |
| Suprafață dură (0-2) |
| Iarbă (0-0)          |
| Zgură (0-1)          |
| Carpetă (0-0)        |

| Rezultate | W–L | Dată          | Turneu                          | Nivel   | Suprafață      | Parteneră         | Adversare                         | Scor           |
| --------- | --- | ------------- | ------------------------------- | ------- | -------------- | ----------------- | --------------------------------- | -------------- |
| Finalistă | 0–1 | ianuarie 2022 | Sydney International, Australia | WTA 500 | Suprafață dură | Vivian Heisen     | Anna Danilina Beatriz Haddad Maia | 6–4, 5–7, 8–10 |
| Finalistă | 0–2 | iulie 2022    | Palermo Ladies Open, Italia     | WTA 250 | Zgură          | Amina Anshba      | Anna Bondár Kimberley Zimmermann  | 3–6, 2–6       |
| Finalistă | 0–3 | ianuarie 2023 | Hobart International, Australia | WTA 250 | Suprafață dură | Viktorija Golubic | Kirsten Flipkens Laura Siegemund  | 4–6, 5–7       |

### Simplu: 4 (1 titlu, 3 vicecampioane)
| Rezultate    | W–L | Dată           | Turneu                             | Suprafață | Adversară     | Scor          |
| ------------ | --- | -------------- | ---------------------------------- | --------- | ------------- | ------------- |
| Finalistă    | 0–1 | noiembrie 2021 | Montevideo Open, Uruguay           | Zgură     | Diane Parry   | 3–6, 2–6      |
| Finalistă    | 0–2 | august 2022    | Iași Open, România                 | Zgură     | Ana Bogdan    | 2–6, 6–3, 1–6 |
| Câștigătoare | 1–2 | noiembrie 2022 | Buenos Aires Open, Argentina       | Zgură     | Danka Kovinić | 6–4, 6–1      |
| Loss         | 1–3 | iunie 2023     | Internacional de La Bisbal, Spania | Zgură     | Arantxa Rus   | 6–7(2), 3–6   |

### Dublu: 4 (2 titluri, 2 vicecampioane)
| Rezultate    | W–L | Dată            | Turneu                       | Suprafață | Parteneră         | Adversare                         | Scor             |
| ------------ | --- | --------------- | ---------------------------- | --------- | ----------------- | --------------------------------- | ---------------- |
| Câștigătoare | 1–0 | mai 2022        | Karlsruhe Open, Germany      | Zgură     | Mayar Sherif      | Yana Sizikova Alison Van Uytvanck | 5–7, 6–4, 10–2   |
| Finalistă    | 1–1 | august 2022     | Iași Open, România           | Zgură     | Réka Luca Jani    | Darya Astakhova Andreea Roșca     | 5–7, 7–5, [7–10] |
| Finalistă    | 1–2 | septembrie 2022 | Open Romania Ladies, România | Zgură     | Réka Luca Jani    | Aliona Bolsova Andrea Gámiz       | 5–7, 3–6         |
| Câștigătoare | 2–2 | iulie 2023      | Båstad Open, Suedia          | Zgură     | Irina Khromacheva | Eri Hozumi Jang Su-jeong          | 4–6, 6–3, 10–5   |